# 티그레 (부에노스아이레스주)

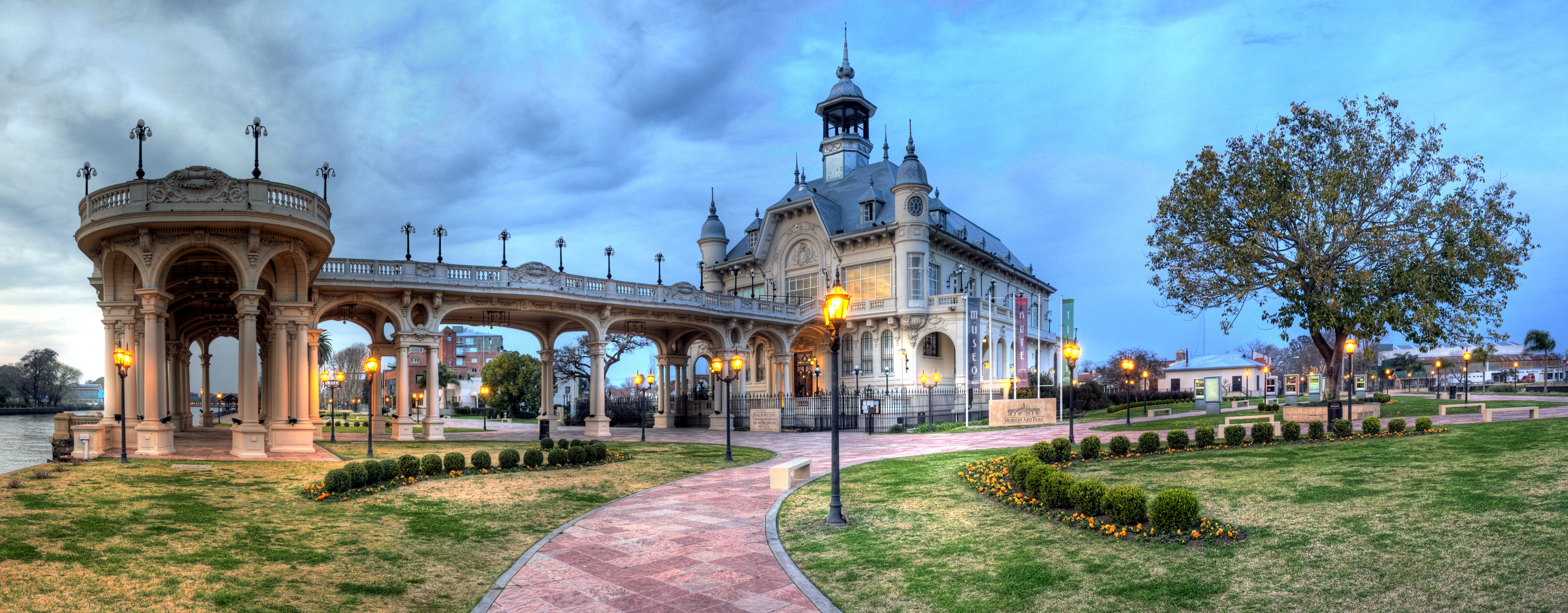
티그레 시립미술관

티그레(스페인어: Tigre)는 아르헨티나 부에노스아이레스주에 위치한 도시로 높이는 2m, 인구는 31,106명(2001년 기준)이다. 도시 이름은 스페인어로 "호랑이"를 뜻한다. 아르헨티나의 수도인 부에노스아이레스 자치시에서 북쪽으로 28km 정도 떨어진 곳에 위치한다.